# Guachené
Guachené és una vila i municipi del Departament del Cauca, a Colòmbia. La vila fou fundada oficialment el 16 de desembre de 2006.

## Ciutats agermanades
- Prairie View (Texas), Estats Units[3]

## Persones il·lustres
- Yerry Mina, futbolista.